# Йоган Векеманс
Йоган Векеманс (нід. Johan Vekemans; нар. 12 червня 1964) — колишній нідерландський тенісист.
Найвищу одиночну позицію світового рейтингу — 239 місце досяг 6 листопада 1989, парну — 75 місце — 4 серпня 1986 року.
Найвищим досягненням на турнірах Великого шолома було 2 коло в парному розряді.

## Фінали за кар'єру

### Парний розряд (2 поразки)
| Результат | W-L | Дата     | Турнір                | Покриття | Партнер     | Суперники                    | Рахунок       |
| --------- | --- | -------- | --------------------- | -------- | ----------- | ---------------------------- | ------------- |
| Поразка   | 0–1 | Сер 1986 | Гілверсум, Нідерланди | Ґрунт    | Том Найссен | Мілослав Мечирж Томаш Шмід   | 4–6, 2–6      |
| Поразка   | 0–2 | Сер 1987 | Гілверсум, Нідерланди | Ґрунт    | Том Найссен | Войцех Фібак Мілослав Мечирж | 6–7, 7–5, 2–6 |